# Apostolisches Vikariat Guapi
Das Apostolische Vikariat Guapi (lat.: Apostolicus Vicariatus Guapiensis) ist ein in Kolumbien gelegenes römisch-katholisches Apostolisches Vikariat mit Sitz in Guapi.

## Geschichte
Das Apostolische Vikariat Guapi wurde am 5. April 1954 durch Papst Pius XII. aus Gebietsabtretungen der Apostolischen Präfektur Tumaco als Apostolische Präfektur Guapi errichtet. Am 13. Februar 2001 wurde die Apostolische Präfektur Guapi durch Papst Johannes Paul II. mit der Apostolischen Konstitution Cum Praefectura Apostolica Guapiensis zum Apostolischen Vikariat erhoben.

## Ordinarien

### Apostolische Präfekten von Guapi
- José de Jesús Arango Velázquez OFM, 1954–1969
- José Miguel López Hurtado OFM, 1969–1982
- Alberto Lee López OFM, 1985–1992
- Rafael Morales Duque OFM, 1994–2001

### Apostolische Vikare von Guapi
- Hernán Alvarado Solano, 2001–2011
- Carlos Alberto Correa Martínez, 2013–2024, dann Bischof von Apartadó
- Alfonso García López, seit 2025